# Faucon (comics)
Pour les articles homonymes, voir Faucon (homonymie), Samuel Wilson (homonymie) et Wilson.
Samuel « Sam » Wilson, alias le Faucon (« Falcon » en VO) est un super-héros évoluant dans l'univers Marvel de la maison d'édition Marvel Comics. Créé par le scénariste Stan Lee et le dessinateur Gene Colan, le personnage de fiction apparaît pour la première fois dans le comic book Captain America #117 en septembre 1969.
Le personnage est le premier super-héros afro-américain de l'histoire des comics grand public. Il devance ainsi Luke Cage de trois ans et Tornade (la première héroïne noire) de six ans. Il est également le premier super-héros d’origine africaine n’ayant pas le mot « noir » dans son nom de super-héros, précédant ainsi John Stewart (Green Lantern) de DC Comics de plus de deux ans,.
Le personnage est pendant un temps la nouvelle incarnation du héros Captain America, remplaçant alors Steve Rogers, mais reprend ensuite le costume du Faucon.
Dans l'univers cinématographique Marvel, le Faucon est interprété par l'acteur Anthony Mackie à partir du film Captain America : Le Soldat de l'hiver (2014). En 2021, Sam Wilson devient officiellement le nouveau Captain America.

## Historique de la publication
Pendant plusieurs années, le comics dédié au héros patriotique Captain America s'intitulait Captain America and the Falcon (à partir du numéro 134, février 1971). Le Faucon est aussi devenu membre des Vengeurs dans le numéro 184.
Le Faucon a fait l'objet d'une mini-série de quatre épisodes (fin 1983). En 2004, Marvel Comics a lancé une nouvelle série Captain America and the Falcon, qui a duré quatorze numéros et se termine par la mort du Faucon, tué par l'Anti-Captain (en).

## Biographie du personnage

### Origines et débuts
Samuel Wilson est à l'origine un jeune bandit noir du ghetto de New York. C'est alors que le super-vilain Crâne rouge le choisit pour en faire un « héros-piège » de Captain America. Grâce aux pouvoirs du Cube cosmique, Sam se voit donner la possibilité de communiquer avec son faucon, Ailes Rouges (Redwing).
Entraîné par Captain America, le Faucon a longtemps été l'associé de ce dernier tout en ayant eu pour mission par Crâne rouge de le tuer, mais Wilson finit par se rebeller.
Équipé par la Panthère noire d'ailes spéciales lui permettant de voler dans les airs, Le Faucon a vu, au fil des années, ses pouvoirs se développer, si bien qu’il peut communiquer avec la plupart des oiseaux. Dans sa vie civile, Sam Wilson est devenu un travailleur social.

### Parcours
Après sa mort par l'Anti-Captain (en), Samuel Wilson réapparaît au début de la saga House of M sans aucune explication apparente.
Durant le crossover Civil War, il est du côté des opposants à la loi d'enregistrement des super-humains (Superhuman Registration act (en)). Il en a même été le leader pendant une courte période, lorsque Captain America avait besoin de soigner ses blessures. Après la mort de Captain America, le Faucon s'enregistre et devient responsable du territoire de Harlem. Par contre, il continue d'être en contact avec les Secret Avengers qui eux, refusent toujours le Registration act.

### Le nouveau Captain America
Le 16 juillet 2014, Marvel Comics annonce que Sam Wilson prend la place de Steve Rogers en tant que Captain America. En effet, celui-ci s'est vu privé des effets du sérum du Super-Soldat et a donc confié le rôle du Captain à son ami Wilson.

### Le retour du Faucon
Dans Sam Wilson, Captain America #21, Sam Wilson abandonne finalement le costume du Captain.
Pendant l'événement Secret Empire (en) (2017), il aide d'autres héros à combattre l'HYDRA. Il reprend alors le costume du Faucon, mais ne souhaite plus être appelé par un nom de code.

## Pouvoirs, capacités et équipement

### Pouvoirs
Dans ses premières apparitions, le Faucon montre un lien étroit avec son oiseau Aile-rouge (« Redwing » en VO) ; dans Captain America #174, le Professeur X confirme ce lien comme étant un lien télépathique. Plus tard, le super-vilain Crâne rouge révélera qu'il a utilisé le Cube cosmique pour créer un « lien mental super-normal » entre Sam Wilson et Redwing,. Le Faucon a par la suite évoqué cette expérience, déclarant que cela lui faisait un « mal de chien ». Fusionnant mentalement avec ce faucon, il est capable de « voir » à travers les yeux de l'animal.
Le Faucon a également révélé qu'il a été en mesure d'étendre ce lien empathique : « Je suis toujours psychiquement connecté avec Redwing, mais grâce à la concentration, j'ai récemment puisé dans une autre capacité — je suis en mesure de me relier avec d'autres oiseaux... J'ai plus de six milliards de paires d'yeux, uniquement aux États-Unis ». Il a notamment utilisé cette capacité pour surveiller New York lorsque le criminel l'Épouvantail avait enlevé deux enfants, ainsi que pour espionner le sénateur Dell Rusk (en fait Crâne rouge sous un déguisement) et Henry Peter Gyrich (en).
Le Faucon a également prouvé avoir une capacité certaine à contrôler mentalement les oiseaux, comme le montre l'épisode où il convoqua leur aide pour attaquer l'Épouvantail et, quand, gravement blessé et menotté à un mur, il appela télépathiquement un grand nombre d'oiseaux de la région environnante pour passer à travers une fenêtre et attaquer Crâne rouge.
À un moment donné, un robot Sentinelle l'a pourchassé, croyant qu'il était un mutant, mais cet évènement a été discrédité par la suite et la Sentinelle incriminée est présumée avoir eu une malfonction.

### Capacités
En complément de ses pouvoirs, le Faucon est un excellent dresseur d'oiseaux sauvages. C'est aussi un pratiquant d'arts martiaux et un gymnaste qualifié, après avoir reçu un entraînement par Captain America.

### Équipement

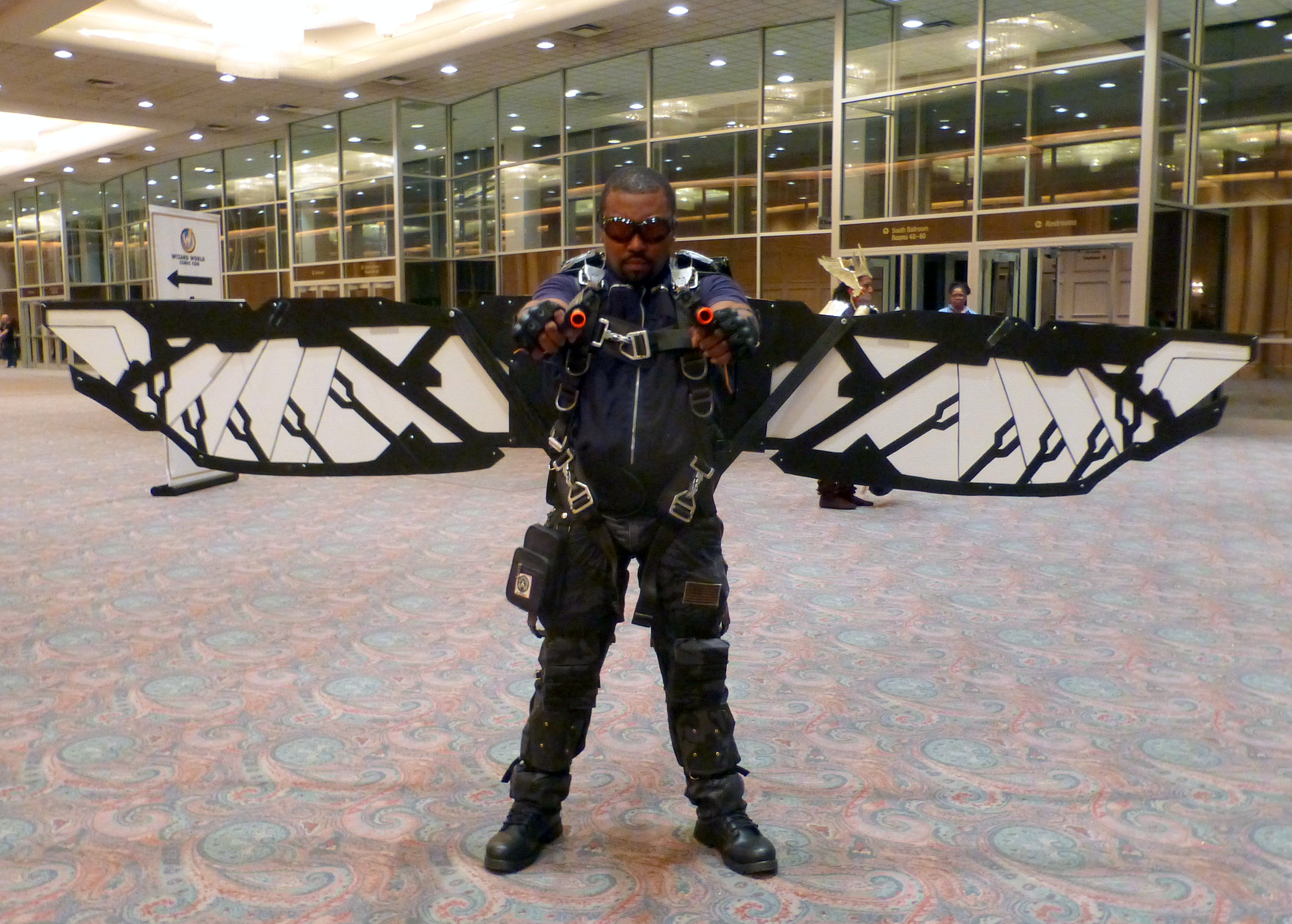
Cosplay du Faucon tel qu'il apparaît dans l'univers cinématographique Marvel.

Le costume original du Faucon a été construit par la Panthère noire, avec des modifications de Desmond Burrell. Ses ailes ont continuellement évolué au cours de sa carrière.
Lors d'un voyage au Wakanda, il reçut un harnais composé d'ailes de planeur à réaction détachables, fabriquées dans de légères nervures de titane et de mylar. Les ailes étaient couvertes avec des capteurs solaires très minces qui convertissaient la lumière solaire en électricité, afin d'alimenter les ventilateurs à haute vitesse des turbines électriques miniatures de son uniforme et ses bottes. Les ailes étaient cybernétiquement détachées et rattachées à son uniforme. L'uniforme était constitué d'un tissu synthétique élastique, doublé d'une maille en alliage d'acier. Le harnais a été détruit dans Captain America et le Faucon #2. À l’origine, le costume comprenait également une « serre », une ligne de grappin contrôlée cybernétiquement et intégrée dans les gants du costume dont le Faucon se servait pour enchevêtrer ses adversaires, crocheter les objets ou pour se balancer et grimper quand ses ailes étaient détachées. Il avait récupéré cet équipement sur un uniforme fabriqué par Stark Enterprises.
Après la destruction du harnais de vol original, la Panthère noire a fourni au Faucon un nouveau costume et des ailes. Celui-ci comprend un tableau émetteur sur le dos du Faucon qui crée des ailes holographiques de « lumière dure » avec une envergure maximale de 15 m. Contrôlées par un lien cybernétique, les ailes peuvent être reconfigurées instantanément dans des « dizaines de configurations de croisière ». Une « commande magnétique », à son tour, fournit la poussée nécessaire pour faire voler le Faucon. Le tableau émetteur possède des dispositifs de brouillage GPS qui empêchent le suivi par satellite, tandis que les ailes de lumière dure interfèrent avec le suivi infrarouge. Une micro armure en vibranium est ajoutée au costume lui-même, rendant Le Faucon résistant aux impacts d'armes légères,. L'ensemble du système est contrôlé mentalement par un circuit cybernétique logé dans le masque du Faucon. Avec ses nouvelles ailes, le Faucon est capable d'atteindre une vitesse maximale de 400 km/h.
La visière du masque du Faucon est équipée de divers composants : des lentilles infrarouges lui donnant la possibilité de voir des objets la nuit par leur signature infrarouge, des dispositifs permettant d'agrandir sa vision et des capteurs d'imagerie à distance donnant une vision à 360 degrés lorsqu'ils sont activés. Le masque possède également un récepteur radio intégré à large bande et un émetteur radio, dans une gamme de fréquences indéterminées.
À l'époque où il est devenu Captain America, l'uniforme de Wilson était un mélange des éléments du costume de Steve Rogers avec les ailes de Wilson, tout en maniant le bouclier historique du Captain.

## Allié
Dans la bande dessinée originale, Aile Rouge (Redwing) est un faucon de chasse hautement entrainé qui répond aux commandes verbales et mentales du Faucon et qui se joint à lui dans la bataille.
Dans l'adaptation cinématographique Captain America: Civil War (2016), Aile Rouge est un drone contrôlé par le Faucon, équipé de différents capteurs et armements afin de lui apporter un support à lui ou ses alliés.

## Apparitions dans d'autres médias
Sauf indication contraire, les informations mentionnées dans cette section peuvent être confirmées par la base de données cinématographiques IMDb,  présente dans la section « Liens externes ».

### Univers cinématographique Marvel

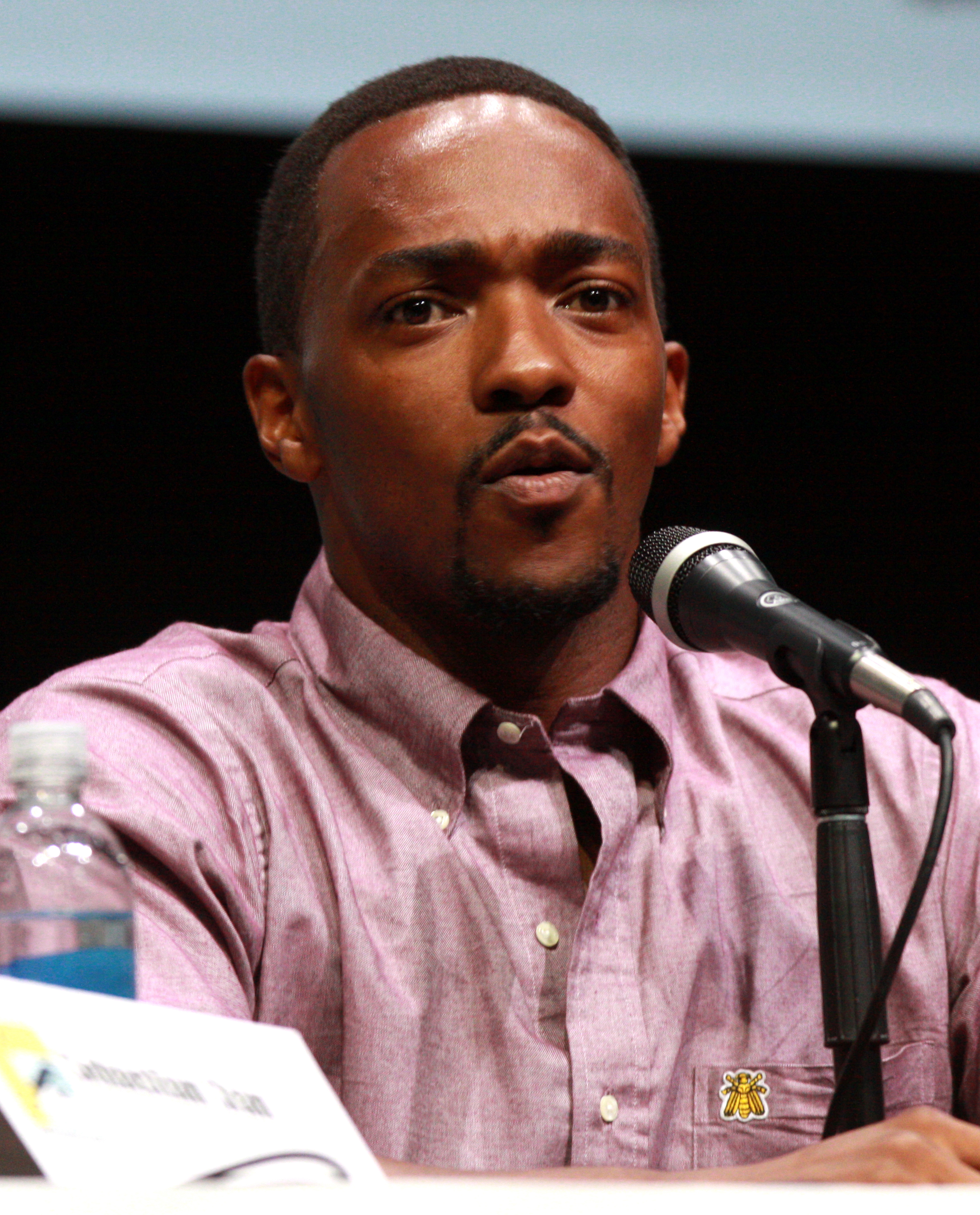
Anthony Mackie incarne Sam Wilson alias le Faucon dans l'univers cinématographique Marvel.

Anthony Mackie interprète Sam Wilson, le premier Falcon dans l'univers cinématographique Marvel :
- 2014 : Captain America : Le Soldat de l'hiver réalisé par Anthony et Joe Russo

Ancien parachutiste de l'US Air Force équipé d'un jetpack expérimental muni d'ailes rétractables, Sam Wilson arrête sa carrière à la suite du décès de son coéquipier Riley durant une mission de sauvetage.
Il aide les soldats revenus de la guerre en dirigeant un groupe de parole pour vétérans atteints de syndrome de stress post-traumatique. Sam rencontre Captain America et  Black Widow à qui il viendra en aide contre l'infiltration d'HYDRA au sein du SHIELD en reprenant son jetpack du « Faucon ».
- 2015 : Avengers : L'Ère d'Ultron réalisé par Joss Whedon

Sam Wilson apparaît lors de la soirée à la Tour des Avengers après leur victoire contre HYDRA et le Baron Strucker en Sokovie. On le revoit à la fin, en compagnie de ses nouveaux coéquipiers.
- 2015 : Ant-Man réalisé par Peyton Reed

Scott Lang tente de récupérer un objet conservé autrefois par Stark Industries, devenu la nouvelle base des Avengers. Il y croise le Faucon qui essaye de l'en empêcher, en vain.
- 2016 : Captain America: Civil War réalisé par Anthony et Joe Russo

Faucon participe à la mission à Lagos qui occasionne encore des dégâts. Les Accords de Sokovie étant établis, Sam rejoint le camp de Captain America et affronte le camp d'Iron Man dans l'aéroport de Leipzig.
- 2018 : Avengers : Infinity War réalisé par Anthony et Joe Russo

Faucon participe à la bataille du Wakanda. Il fait partie des Avengers décimés par le claquement de doigts de Thanos.
- 2019 : Avengers: Endgame réalisé par Anthony et Joe Russo

Sam revient à la vie cinq ans plus tard. Il participe à l'ultime combat contre Thanos. À la fin du film, Steve Rogers, devenu un vieillard, confie au Faucon son bouclier afin qu'il poursuive l’œuvre de Captain America.
- 2021 : Falcon et le Soldat de l'Hiver (série télévisée)

À la suite des événements d'Avengers: Endgame, le monde tente de se reconstruire, de gérer les gens qui sont revenus grâce au claquement de doigt de Bruce Banner. Steve Rogers a légué son bouclier à son ami Sam Wilson. Mais pour ce dernier, il n'y a qu'un seul Captain America, il pense qu'il ne pourra jamais être à sa hauteur et il préfère le remettre au musée consacré à Captain America. Sam travaille maintenant pour le gouvernement en tant que Falcon. Il est confronté au groupe des Flag-Smashers qui tente de remettre le monde comme il était avant l'éclipse.
Quand le gouvernement américain nomme John Walker comme le nouveau Captain America, Sam décide de récupérer le bouclier après avoir vu le vrai visage de Walker : après s'être injecté le sérum du super-soldat, Walker a tué en public un membre des Flag-Smashers désarmé qui se rendait.
Sam va maintenant devoir s'affirmer en tant que Captain America.
A la fin de la série Falcon et le Soldat de l'Hiver, Sam Wilson devient le nouveau Captain America. De ce fait, tous les films après 2022 dans lesquels il officie après qu'il n'obtienne le titre de Captain America ne sont pas cités ici.
Danny Ramirez interprète Joaquin Torres, le second Falcon
- 2025 : Captain America: Brave New World réalisé par Julius Onah

### Télévision
- 1999-2000 : The Avengers: United They Stand (série d'animation)
- 2010 : Robot Chicken (saison 1, épisode 8, « The Deep End »)
- 2010-2012 : Avengers : L'Équipe des super-héros (série d'animation)
- 2012 : Ultimate Spider-Man (série d'animation)
- depuis 2013 : Avengers Rassemblement (série d'animation)